# Bilsanda
Bilsanda es un pueblo y nagar Panchayat situado en el distrito de Pilibhit en el estado de Uttar Pradesh (India). Su población es de 16036 habitantes (2011). 

## Demografía
Según el censo de 2011 la población de Bilsanda era de 16036 habitantes, de los cuales 8512 eran hombres y 7524 eran mujeres. Bilsanda tiene una tasa media de alfabetización del 70,30%, superior a la media estatal del 67,68%: la alfabetización masculina es del 76,57%, y la alfabetización femenina del 63,20%.